# Li Thai

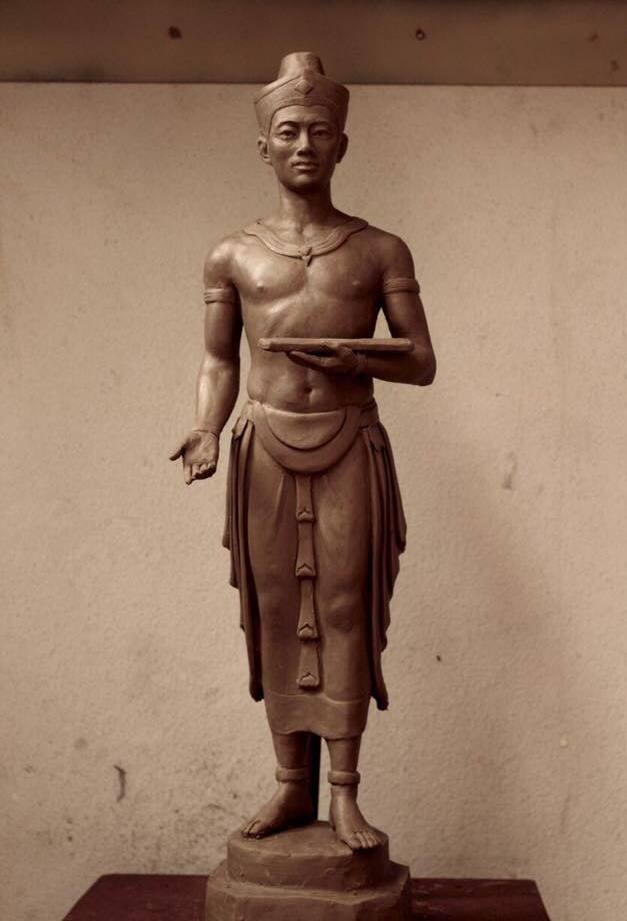
Statue von König Li Thai im Wat Chedi Yot Thong, Phitsanulok

Li Thai (Li Tai, Phaya Li Thai, Thai พญาลิไท, auch Lue Thai oder Lü Thai; † 1374) oder Phra Mahathammaracha I. (Thai พระมหาธรรมราชาที่ 1) war im 14. Jahrhundert König des Reiches Sukhothai. Er regierte von etwa 1346/47 bis 1368 oder 1374.
Li Thai war Enkel des Königs Ramkhamhaeng, der als der Erfinder der thailändischen Schrift gilt. Die exakte Thronfolge des Reiches Sukhothai ist nicht geklärt, die traditionellen Texte erwähnen Li Thai jedoch als 4. König des Reiches. Zwischen Li Thai und seinem Vater, Loe Thai, scheint es aber noch mindestens einen Regenten gegeben zu haben, Ngua Nam Thum und möglicherweise auch noch Sai Songkhram, der in Abwesenheit von Loe Thai nach dem Tode Ramkhamhaengs kurzzeitig den Thron innehatte oder verwaltete.
Li Thai diente als Uparat (Vizekönig) während der Regierung seines Vaters in der Stadt Si Satchanalai, die als Schwesterstadt des alten Sukhothai gilt. Dort befanden sich wichtige Produktionsstätten für Metalle und die so genannte Sawankhalok-Keramik, die sowohl in Sukhothai, als auch in Si Satchanalai und dem nahegelegenen Sawankhalok gefertigt wurde.
Li Thai wird die Autorenschaft des buddhistischen Texts Traibhumikatha/Trai Phum Phra Ruang (Die drei Welten des Phra Ruang) zugeschrieben, wobei Phra Ruang für den Namen des Herrschergeschlechts von Sukhothai steht. Dies ist eine Abhandlung über die damalige Vorstellung der Thai vom Universum und eines der ältesten überlieferten Werke der thailändischen Literatur. Es bietet eine sehr komplexe Verschmelzung von buddhistischen und des hinduistischen Elementen und gilt nicht nur als theologisches, sondern auch als politisches Traktat, das den Thronanspruch der Thai über Sukhothai auch religionsphilosophisch rechtfertigen sollte.
Heute steht in dem alten Haupttempel von Phitsanulok, dem Wat Chedi Yot Thong, eine Statue zu Ehren des Königs aus neuerer Zeit.